# Sh2-265
Sh2-265 est une nébuleuse en émission visible dans la constellation d'Orion.
Elle est située dans la partie nord de la constellation, à environ 2° au nord-ouest de la brillante Bellatrix (γ Orionis). Malgré sa faible luminosité, elle peut être repérée grâce au champ sombre causé par l'assombrissement des étoiles derrière elle. Sa déclinaison n'est pas particulièrement septentrionale, ce qui signifie qu'elle peut facilement être observée depuis les deux hémisphères, bien que les observateurs de l'hémisphère nord aient un avantage. La période pendant laquelle elle atteint sa plus haute élévation au-dessus de l'horizon se situe entre octobre et février.
Il s'agit d'un complexe de nébuleuses partiellement ionisées. Une grande partie du nuage n'est pas lumineuse. Le nuage fait partie du grand anneau de régions H II entourant la région Lambda Orionis, un vaste complexe nébuleux dans lequel la formation d'étoiles de grande et moyenne masse a eu lieu. L'étoile λ Orionis n'est cependant pas responsable de l'ionisation du gaz du nuage, qui semble plutôt recevoir le rayonnement des étoiles de l'association Orion OB1. Orion OB1 est une grande association OB formée à partir des gaz du nuage d'Orion et comprend un grand nombre d'étoiles bleues de la séquence principale. La partie la plus proche de Sh2-265 est le sous-groupe connu sous le nom d'Orion OB1a.
Le plus grand objet HH de la région Lambda Orionis est présent dans le nuage. Il s'agit d'un jet bipolaire avec une extension d'environ 2,6 pc (∼8,48 al), correspondant à environ 20 minutes d'arc, clairement visible sur les images prises dans la bande Hα. Les deux sont générés par la source IRAS 05155+0707, qui correspond à une protoétoile de classe I située entre les deux jets, identifiés HH 114 et HH 115. Un objet est connecté à cette structure, appelé HH 114 MMS, détecté par des observations à 1 300 μm. La preuve d'un deuxième grand jet bipolaire peut être trouvée dans les deux objets HH 328 et HH 329, qui sont presque parfaitement alignés avec HH 114 MMS. Autant de jets CO sont connectés à ces deux grands jets bipolaires. En particulier, le jet lié à HH 114 MMS ne semble pas être aligné avec HH 328/329, contrairement à son homologue optique HH 114, ce qui suggère que la source de HH 114 est en fait une proto-étoile binaire.